# Ronneby (đô thị)
Đô thị Ronneby (Ronneby kommun) là một đô thị ở hạt Blekinge ở phía nam Thụy Điển. Đô thị Ronneby giáp Tingsryd (đô thị), Emmaboda (đô thị), Karlskrona (đô thị) và Karlshamn (đô thị). Thủ phủ là thị xã Ronneby.
Đô thị hiện nay được lập năm 1967 thông qua việc hợp nhất thành phố Ronneby với 3 đơn vị xung quanh.

## Các đơn vị dân cư trực thuộc
Có 9 khu vực đô thị (cũng gọi là Tätort hay đơn vị địa phương) ở đô thị Ronneby.
Bảng dưới đây liệt kê các đơn vị trực thuộc của đô thị này theo quy mô dân số thời điểm 31 tháng 12 năm 2005. Thủ phủ được bôi đậm.
| # | Địa phương  | Dân số |
| - | ----------- | ------ |
| 1 | Ronneby     | 11,767 |
| 2 | Kallinge    | 4,767  |
| 3 | Bräkne-Hoby | 1.769  |
| 4 | Johannishus | 773    |
| 5 | Listerby    | 672    |
| 6 | Ronnebyhamn | 464    |
| 7 | Backaryd    | 399    |
| 8 | Eringsboda  | 340    |
| 9 | Hallabro    | 252    |

## Các giáo khu
Các giáo khu xếp theo thứ tự hundred:
1. Bräkne Hundred
  - Giáo khuBräkne-Hoby
  - Giáo khuÖljehult
2. Medelstad Hundred
  - Giáo khuBackaryd
  - Giáo khuEdestad
  - Giáo khuEringsboda
  - Giáo khuFörkärla
  - Giáo khuHjortsberga
  - Giáo khuListerby
  - Giáo khuRonneby